# آرام کوستانیان
آرام کوستانیان (ارمنی: Արամ Արսենի Կոստանյան؛ زادهٔ ۱۸۹۴ - درگذشته ۱۹۳۷) یک سیاستمدار اهل ارمنستان که از تاریخ ۲۴ نوامبر ۱۹۲۴ تا تاریخ ۳۰ ژانویه ۱۹۲۸ سمت شهردار ایروان را برعهده داشت.

## زندگی‌نامه
در ۱۸۹۴ در واغارشاپات به دنیا آمد و از دانشکده علوم الهی گئورگیان فارغ‌التحصیل شد.  وی در ۱۹۳۷ در سن ۴۳ سالگی در ایروان درگذشت.